# Шпеннер, Фридолин Карл Леопольд
Фридолин Карл Леопольд Шпеннер (нем. Fridolin Carl Leopold Spenner; 1798—1841) — немецкий ботаник.

## Биография
Фридолин Шпеннер родился 25 сентября 1798 года в городе Зекинген (ныне — Бад-Зекинген). В 1814 году поступил во Тюбингенский университет, где без особого интереса посещал лекции по правоведению и философии. После смерти отца в 1821 году перешёл во Фрайбургский университет, в 1829 году получил там степень доктора медицины. В диссертации Шпеннер проводил монографичечкую обработку рода Nigella. После защиты диссертации работал приват-доцентом. С 1832 года Шпеннер был экстраординарным профессором, а с 1838 года — ординарным профессором медицинской ботаники Фрайбургского университета.
Наиболее известная научная работа Шпеннера — Flora fruburgenis, в написании которой принимал участие Карл Фридрих Шимпер. По сути это было дополнение к книге Карла Кристиана Гмелина Flora badensis. В 1838 году Шпеннер продолжил работу над неоконченным трудом Теодора Неса Genera plantarum florae germanicae.
5 июля 1841 года Фридолин Карл Леопольд Шпеннер скончался.
Основной гербарий Шпеннера был передан Фрайбургскому университету (FB).

## Некоторые научные работы
- Spenner, F. (1825—1829). Flora friburgensis. 3 vols., 1088 p.
- Spenner, F. (1834—1836). Handbuch der angewandten Botanik. 3 Abt.
- Spenner, F. (1836). Teutschlands phanerogamische Pflanzengattungen. 322 p.

## Растения, названные в честь Ф. Шпеннера
- Spennera Mart. ex DC., 1828 [= Aciotis D.Don, 1823]
- Nuphar ×spenneriana Gaudin, 1828